# LG-130 Kmotr
LG-130 Kmotr byl československý dvoumístný středoplošník celodřevěné konstrukce. V oblasti kluzáků je velmi neobvyklý díky netradičně umístěným sedačkám vedle sebe.

## Historie
V poválečné době bylo letectví v českých zemích velmi oslabeno, a proto byl ministerstvem dopravy i přes odpor armády vypsán projekt na dvojsedadlový kluzák dřevěné konstrukce se sedadly umístěnými vedle sebe. Jeho vývoj spadá do počátku roku 1948, kdy se skupina inženýrů pod vedením Vladislava Marcola pustila do vypracování plánů. Při vývoji Kmotra posloužily zkušenosti s typem DFS Kranich/VT-52 Jeřáb a Göppingen Gö-4 Gefir.
První prototyp XLG-30 (imatrikulace OK-9010) byl sestaven již v listopadu 1948 a téhož roku byl také zalétán továrním pilotem Ladislavem Švábem. Tovární testy byly ukončeny počátkem roku 1949. V srpnu 1949 byl předveden na celostátní soutěži plachtařů v Medlánkách. Dne 16. června 1950 bylo v Otrokovicích za přítomnosti zástupců ministerstva dopravy dohodnuto, že v srpnu 1951 bude dodána nultá desetikusová série LG-130 (výr. č. 1-10, OK-1200-OK-1209). V červnu 1951 byl prototyp XLG-30 předán na zkoušky v oddělení výzkumu prototypů n. p. Opravny Kbely pod vedením Vl. Frynty. Sériová výroba Kmotra pokračovala v roce 1952 třicetikusovou produkcí od výrobního čísla 11 po 40 (OK-1240 až OK-1269). 
Dosud jeden letuschopný exemplář nalezneme na letišti Raná.

## Československé rekordy LG-130 Kmotr

### Vzdálenost v přímé linii
- 10. srpna 1952, Václav Jágr a Věra Šlechtová, 352,5 km, Kralupy nad Vltavou-Nitra

- 12. července 1953, Věra Šlechtová a Dáša Hollanová, 82,5 km, Vrchlabí-Žamberk
- 4. srpna 1958, Jindra Paušová a Božena Benešová, 107,2 km, Raná-Bystřice u Jičína

### Cílový přelet
- 21. srpna 1955, Olga Krulišová a Blanka Cmuntová, 76 km, Točná-Letkov
- 24. srpna 1958, Jindra Paušová a Eliška Charvátová, 113,4 km, Raná-Jičín

### Cílový přelet s návratem
- 23. května 1953, Václav Novák a Miloš Weigner, 126,8 km, Medlánky-Moravská Třebová-Medlánky
- 12. května 1955, Jiří Marek a Václav Mareček, 169,5 km, Točná-Soběslav-Točná

- 21. dubna 1957, Jindra Paušová a Božena Benešová, 106 km, Raná-Mělník-Raná

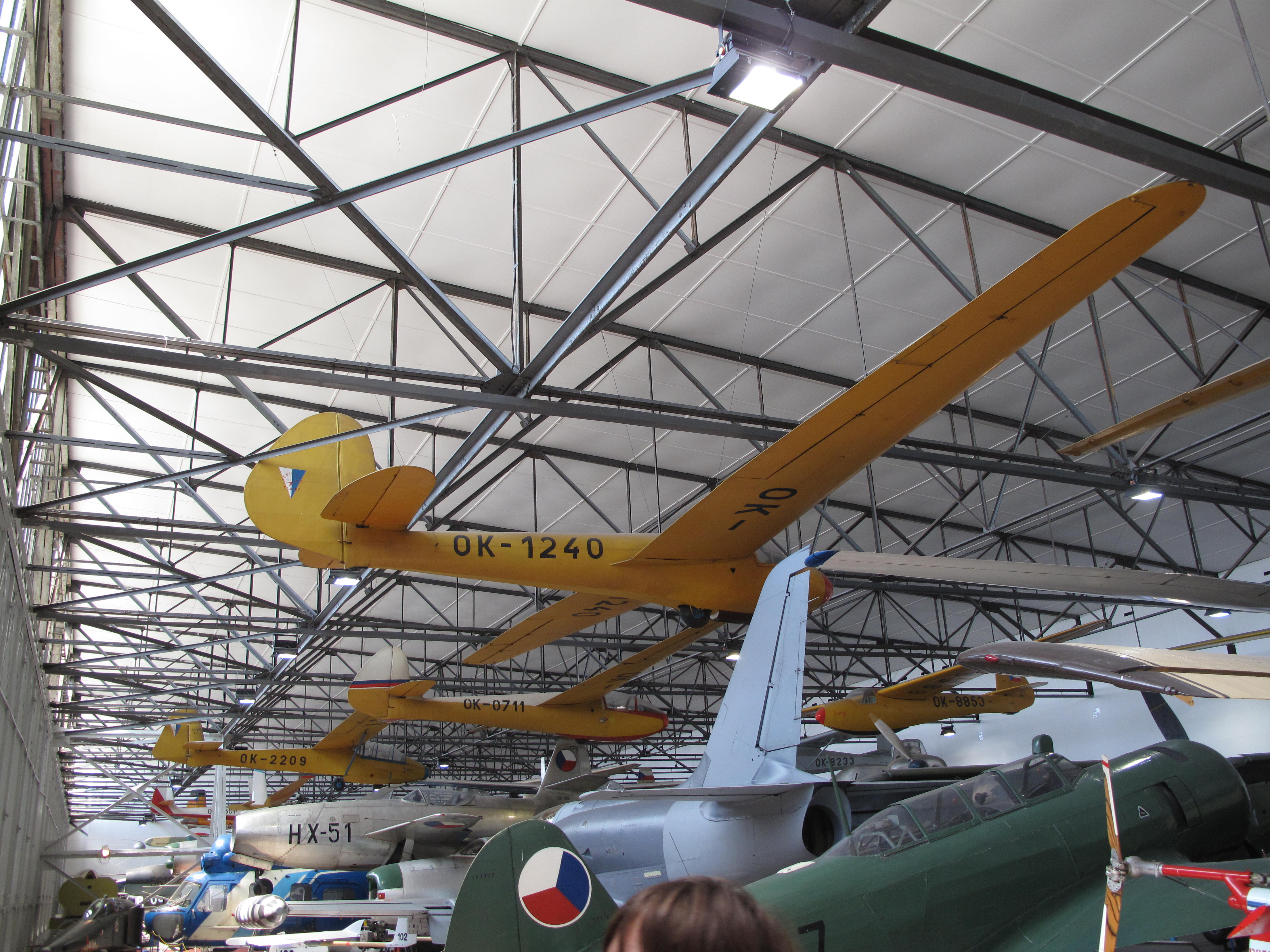
LG-130 Kmotr

### Výška
- 8. září 1954, Ladislav Háza a Jan Štengl, 8935 m, Vrchlabí

- 1. července 1953, Věra Šlechtová a Dáša Hollanová, 3380 m, Vrchlabí
- 20. června 1954, Jindra Paušová a Eliška Vernerová, 5465 m, Raná

### Převýšení
- 3. června 1954, Ladislav Háza a Jaroslav Holeček, 4565 m, Vrchlabí
- 8. září 1954, Ladislav Háza a Jan Štengl, 7890 m, Vrchlabí

- 20. června 1954, Jindra Paušová a Eliška Vernerová, 4955 m, Raná

### Rychlost na trojúhelníku 100 km
- 3. srpna 1953, Ladislav Háza a Jiří Förchtgott, 41,76 km/h, Vrchlabí-Jablonec nad Nisou-Jičín-Vrchlabí
- 21. srpna 1955, Adolf Kašparovský a Josef Lodes, 49,4 km/h, Medlánky-Letovice-Křižanov-Medlánky
- 21. dubna 1957, Adolf Kašparovský a Rostislav Pospíšil, 57,708 km/h, Medlánky-Letovice-Křižanov-Medlánky

### Rychlost na trojúhelníku 200 km
- 30. května 1957, Karel Svoboda a Bohumil Pros, 40 km/h, Kladno-Vlašim-Mladá Boleslav-Kladno

### Cílový rychlostní přelet 100 km
- 27. srpna 1955, Vladislav Zejda a Oldřich Zbíral, 54,4 km/h, Brno-Žamberk
- 7. června 1956, Radko Svoboda a Otakar Novák, 80,820 km/h, Žamberk-Liberec
- 6. července 1956, Zdeněk Truhlařovský a Jan Homolka, 115,7 km/h, Chodov-Roudnice nad Labem

- 24. srpna 1958, Eliška Charvátová a Jindra Paušová, 67,428 km/h, Raná-Jičín

### Cílový rychlostní přelet 200 km
- 28. května 1957, Gustav Vrbacký a Jaroslav Obrovský, 59,4 km/h, Vrchlabí Plzeň

### Trvání letu
- Jindra Paušová a Eliška Vernerová, 6 h 25 min, Raná

## Popis konstrukce
Trup oválného průřezu byl třípodélníkový, poloskořepinové konstrukce, potažený diagonálně překližkou. Kokpit se sedadly vedle sebe byl zakryt tvarovaným překrytem z plexiskla, jehož oba přední hlavní díly byly samostatně odnímatelné. Společná přístrojová deska obsahovala rychloměr do 200 km/h, výškoměr do 10 km, variometr do ±5 m/s, variometr do ±30 m/s, kompas a zatáčkoměr. Volitelně mohlo být zabudováno rádio a dýchací přístroje. Řízení bylo zdvojené. Přistávací zařízení tvořila v přední části trupu uchycená jasanová lyže o šířce 90 mm odpružená gumovým tlumičem, za ní bylo pevné kolo o rozměru 420×150 mm. Ostruha byla z listového pera. Celodřevěné křídlo bylo dělené, samonosné, jednonosníkové. Náběžná hrana tvořila s nosníkem torzní skříň potaženou diagonálně překližkou. Zadní část křídla byla potažená plátnem. Brzdicí klapky typu DFS měly celokovovou konstrukci. Křidélka byla celodřevěná potažená plátnem. Ocasní plochy měly dřevěnou konstrukci. Výškové kormidlo bylo potažené plátnem, stabilizátor překližkou.

## Hlavní technické údaje
Údaje dle
- Rozpětí: 16,00 m
- Délka: 7,57 m
- Výška při postoji na zemi: 1,97 m
- Štíhlost: 11,75

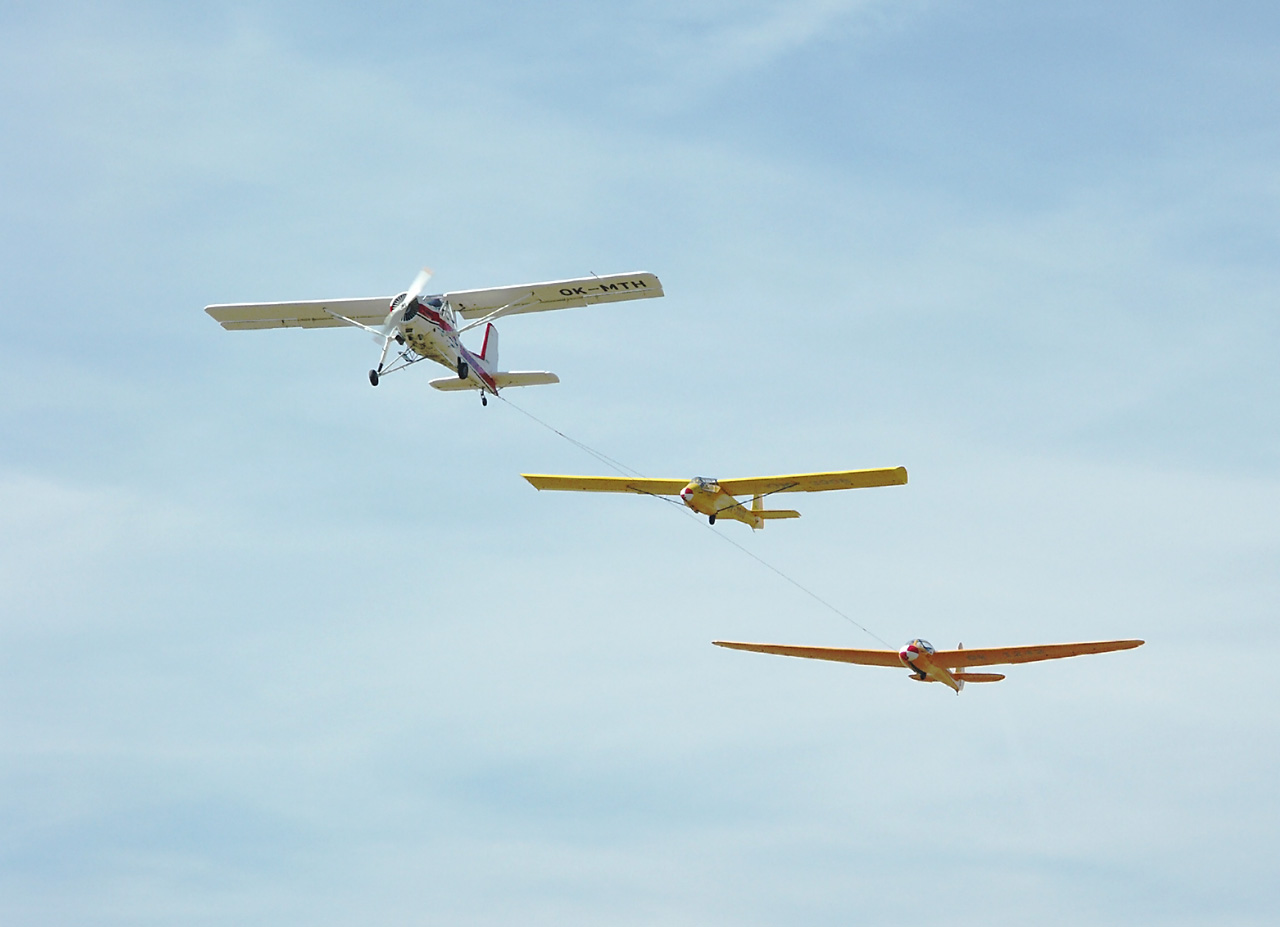
LG-130 Kmotr (1. zprava) a LF-109 Pionýr (2. zprava) taženi Aero L-60 Brigadýrem (3. zprava) na snímku z oslav 80. výročí letiště Brno-Medlánky

- Hloubka křídla v ose trupu: 1,73 m
- Nosná plocha: 21,80 m²
- Prázdná hmotnost: 275 kg
- Užitečné zatížení: 170 kg
- Hmotnost za letu: 445 kg
- Zatížení na jednotku plochy: 20,41 kg/m²
- Hmotnost za letu při obsazení sólo s dovážením: 370 kg
- Klouzavost při 80 km/h: 21,8
- Nejmenší klesavost při 68 km/h: 0,94 m/s
- Nejmenší klesavost při obsazení sólo při 62 km/h: 0,85 m/s
- Minimální rychlost: 56 km/h
- Maximální rychlost: 190 km/h
- Maximální rychlost v aerovleku: 130 km/h
- Maximální rychlost za naviákem: 90 km/h